# Поклонение волхвов (Боттичелли)
«Поклонение волхвов» — картина Сандро Боттичелли, написанная около 1475 года, хранящаяся в галерее Уффици. Одна из самых его известных работ на этот сюжет: известно, что ему было заказано не менее семи версий «Поклонения волхвов».

## История
Картина написана по заказу состоятельного флорентийца Гаспаре ди Дзанобе дель Ламы, члена гильдии искусств и ремёсел города Флоренции и придворного Медичи, для его погребальной часовни в базилике Санта-Мария-Новелла, «между двух дверей главного фасада церкви, по левую руку, если войти через средние двери».
Произведение пользовалось большой славой. В «Жизнеописаниях наиболее знаменитых живописцев, ваятелей и зодчих» Джорджо Вазари высказался о картине следующим образом: 

«Невозможно и описать всю красоту, вложенную Сандро в изображение голов, повернутых в самых разнообразных положениях — то в фас, то в профиль, то в полуоборот, то, наконец, склоненных, а то ещё как-нибудь иначе, — невозможно также описать и все разнообразие в выражениях лиц у юношей и у стариков со всеми отклонениями, по которым можно судить о совершенстве его мастерства, — ведь даже в свиты трех царей он внес столько отличительных черт, что легко понять, кто служит одному, а кто — другому. Поистине произведение это — величайшее чудо, и оно доведено до такого совершенства в колорите, рисунке и композиции, что каждый художник и поныне ему изумляется».

### Скрытые портреты

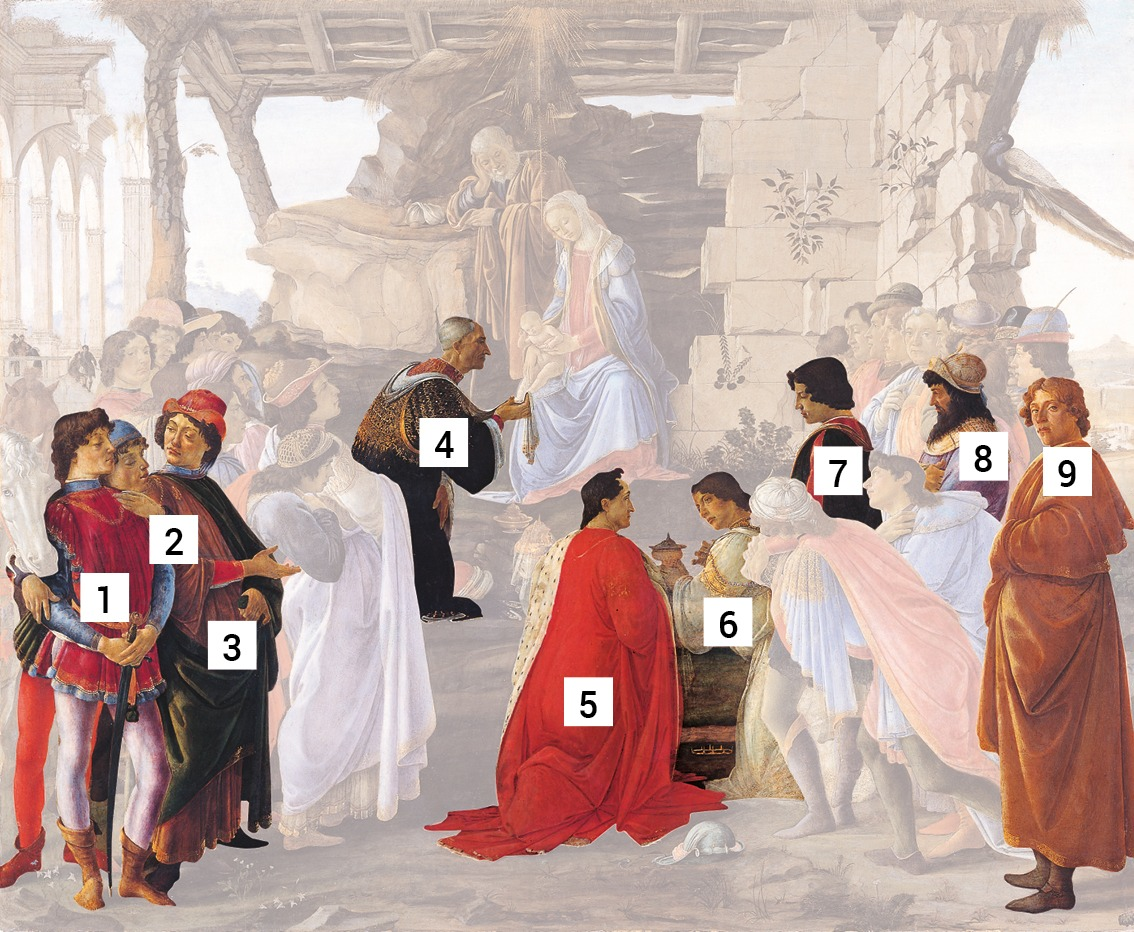
Предположительные отождествления:
1) Лоренцо Великолепный (?)
2) Анжело Полициано (?)
3) Джованни Пико делла Мирандола (?)
4) Козимо Медичи (Старый)
5) Пьеро ди Козимо де Медичи (Подагрик)
6) Джованни ди Козимо де Медичи
7) Джулиано Медичи
8) Джованни Аргиропуло (?)
9) Сандро Боттичелли

Считается, что Боттичелли изобразил заказчика работы справа в светло-синем одеянии, указывающим на себя и смотрящим прямо на зрителя. Автопортрет самого Боттичелли выполнен в образе белокурого юноши в жёлтой мантии у правого края картины — это наиболее достоверный из автопортретов художника.
Как считается, в образе волхвов Боттичелли вывел трёх членов семейства Медичи: Козимо Старого, преклонившего колени перед Девой Марией, и его сыновей — Пьеро ди Козимо (коленопреклонённый волхв в красной мантии в центре картины) и Джованни ди Козимо рядом с ним. Все трое ко времени написания картины были уже мертвы, а Флоренцией успешно управлял внук Козимо — Лоренцо Медичи, также изображённый на картине вместе со своим братом Джулиано. Таким образом, на картине изображены три поколения рода Медичи. О том, кто из современников художника послужил моделями для фигур, известно из книги Вазари, который писал «Фигура же этого царя представляет собой точный портрет Козимо Старшего деи Медичи, самый живой и самый схожий из всех дошедших до наших дней. Второй — это Джулиано деи Медичи, отец папы Климента VII, и видно, как он сосредоточенно, с благоговейной душой преклоняется перед младенцем и подносит ему свои дары. И как со своей стороны третий — Джованни, сын Козимо,— преклонив колено, обращается к нему с благодарственной молитвой и исповедует в нём истинного мессию».
Однако по поводу точного отждествления изображенных существуют споры. Другая интерпретация, которая сегодня считается более надежной, взята из монографии Генриха Ульмана о Боттичелли 1983 года, в которой он предположил, что центральным волхвом на самом деле является Пьеро Медичи. Ульманн также предполагает, что темноволосый мужчина, стоящий за самым молодым волхвом — это Джулиано Медичи и что молодой человек с мечом слева — Лоренцо Великолепный. Включение портретов Медичи в картину Боттичелли показывает, насколько влиятельной была семья в итальянском обществе. Медичи обычно изображались волхвами, поскольку они были членами флорентийского братства — Общества волхвов. Причины, по которым заказчик пожелал иметь их портреты — точно не известны.
Одна из версий атрибуции лиц

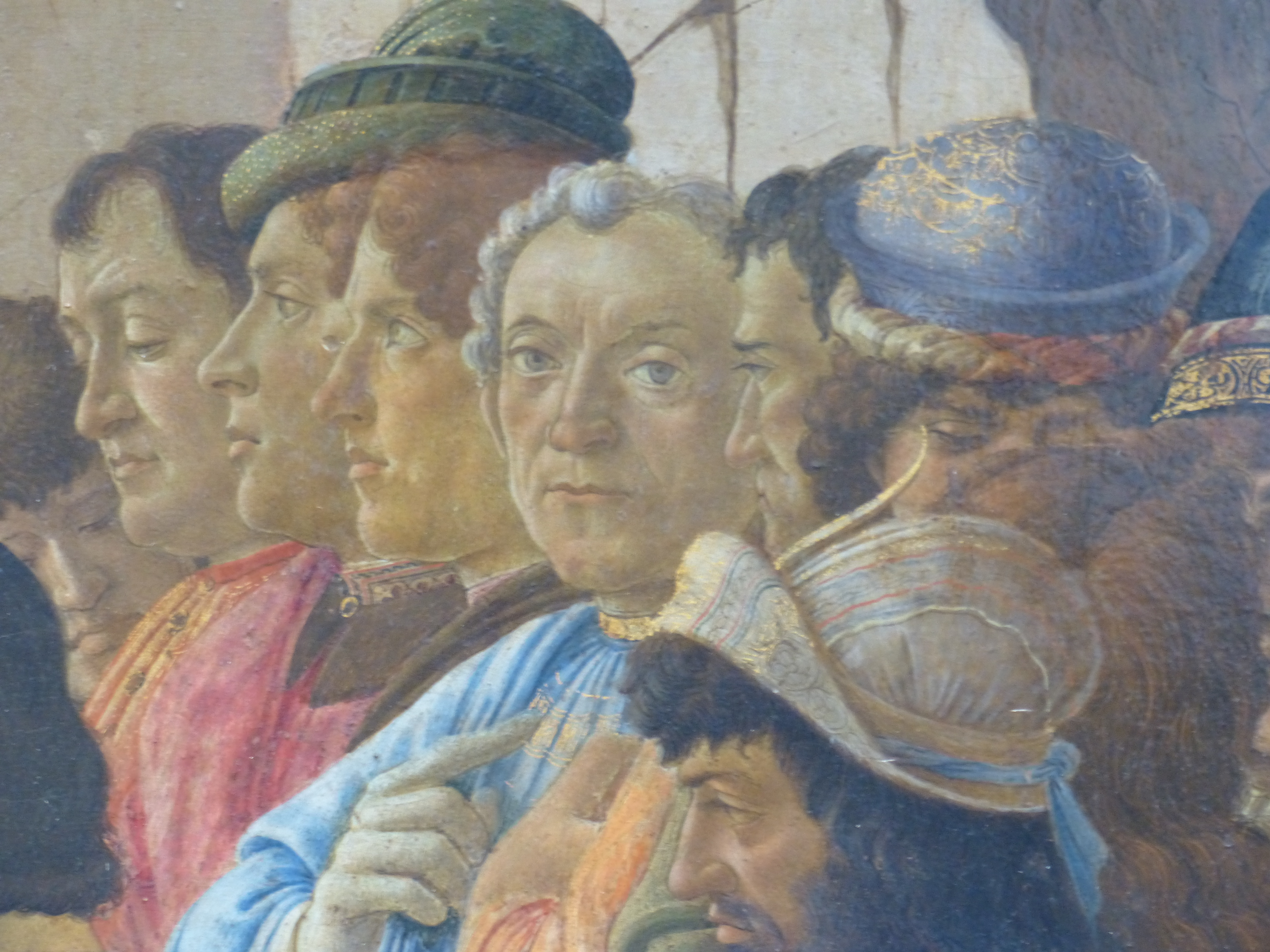
Заказчик указывает на себя пальцем
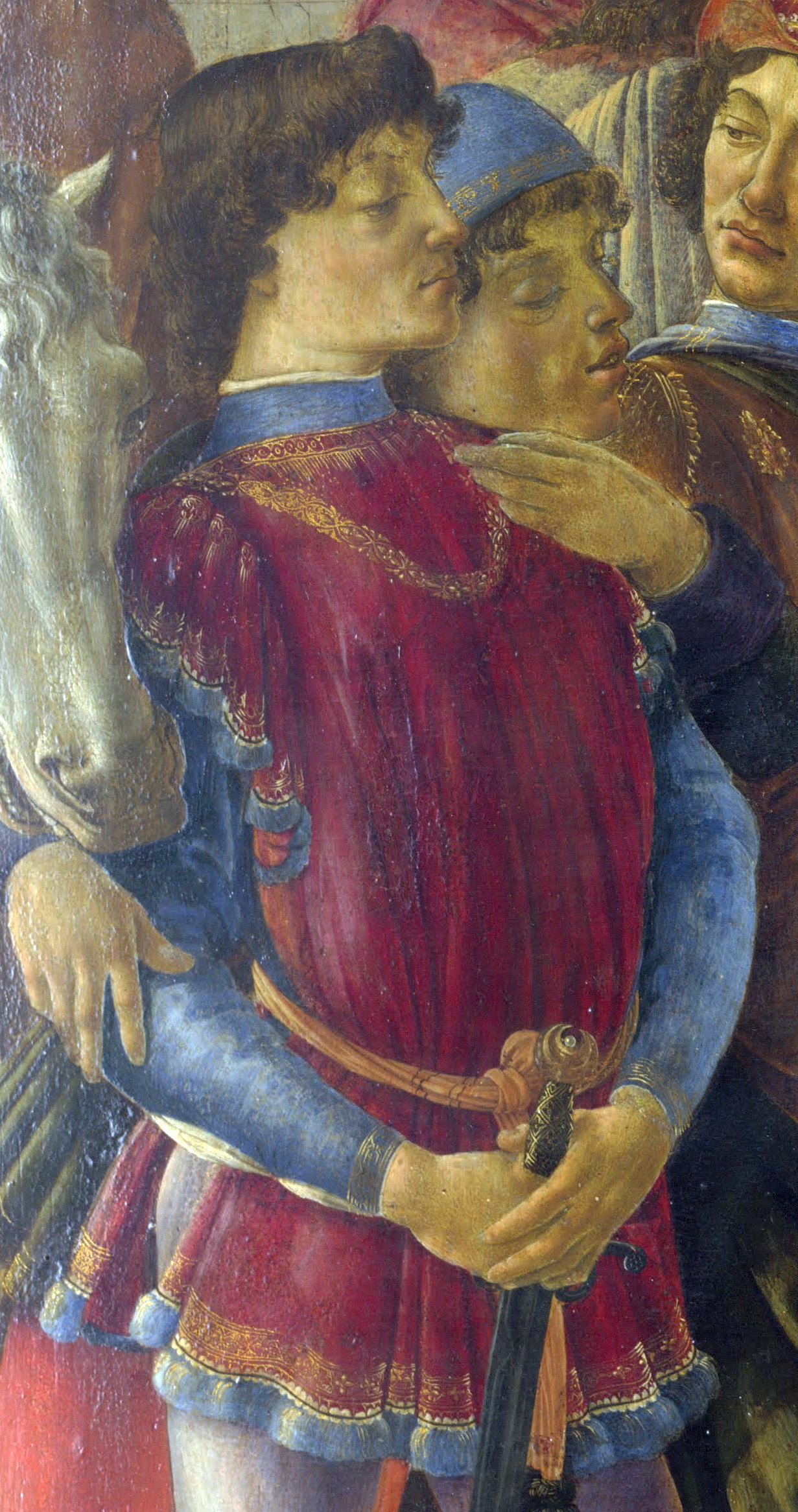
Лоренцо Великолепный (?) (старший внук)
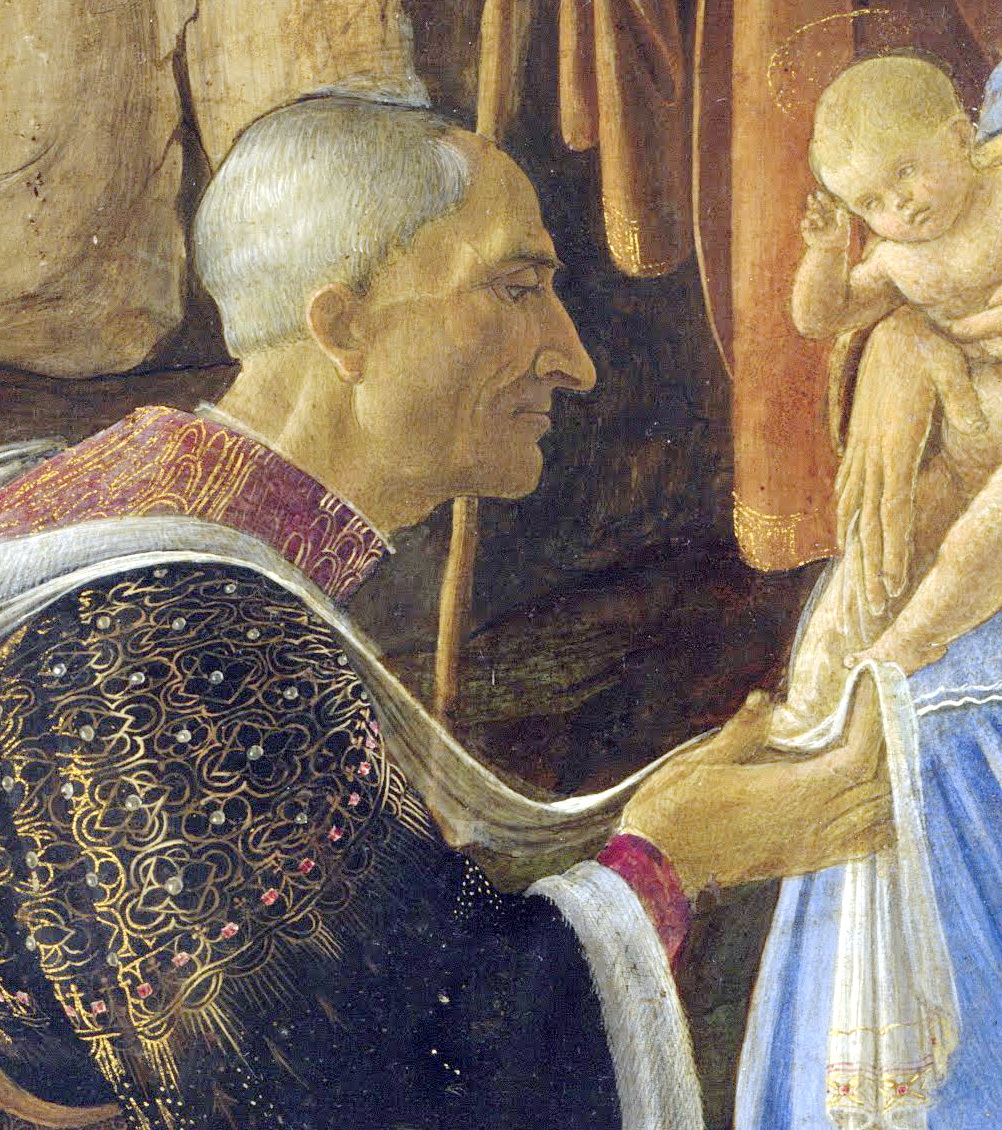
Козимо Старый (дед)
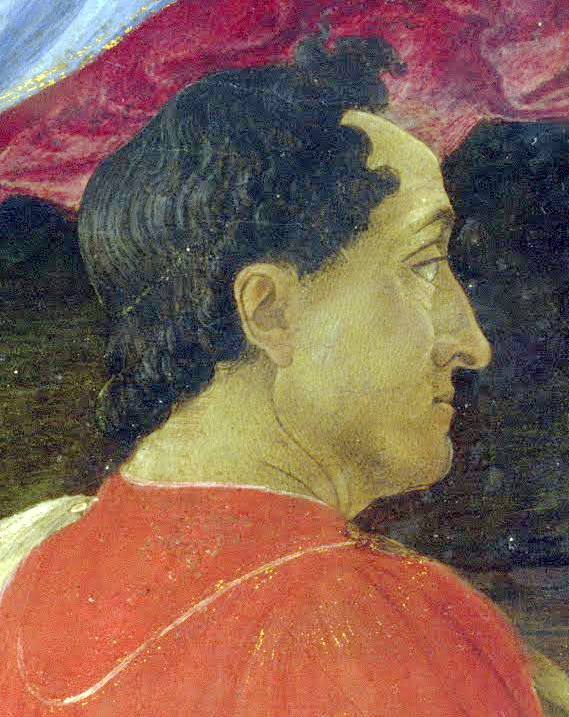
Пьеро Подагрик (старший сын)
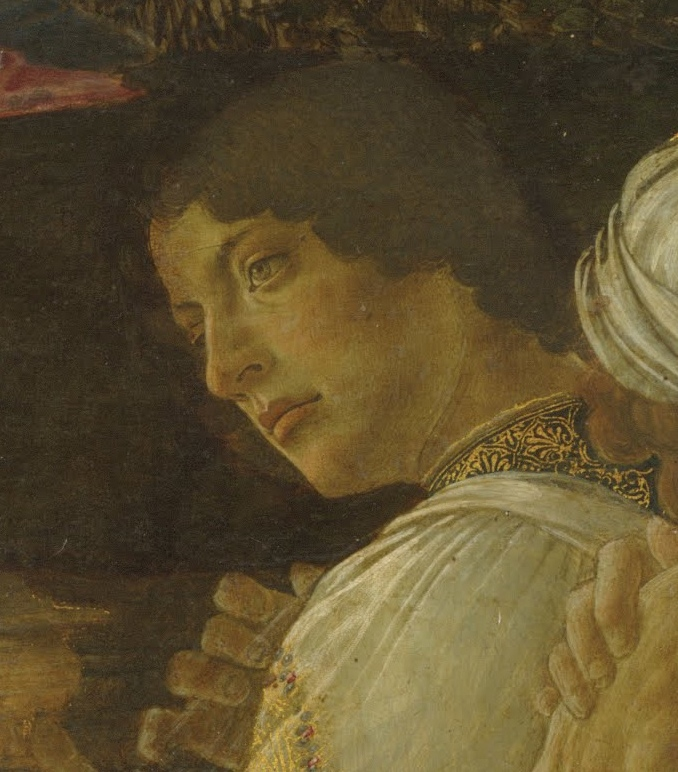
Джованни Медичи (младший сын)
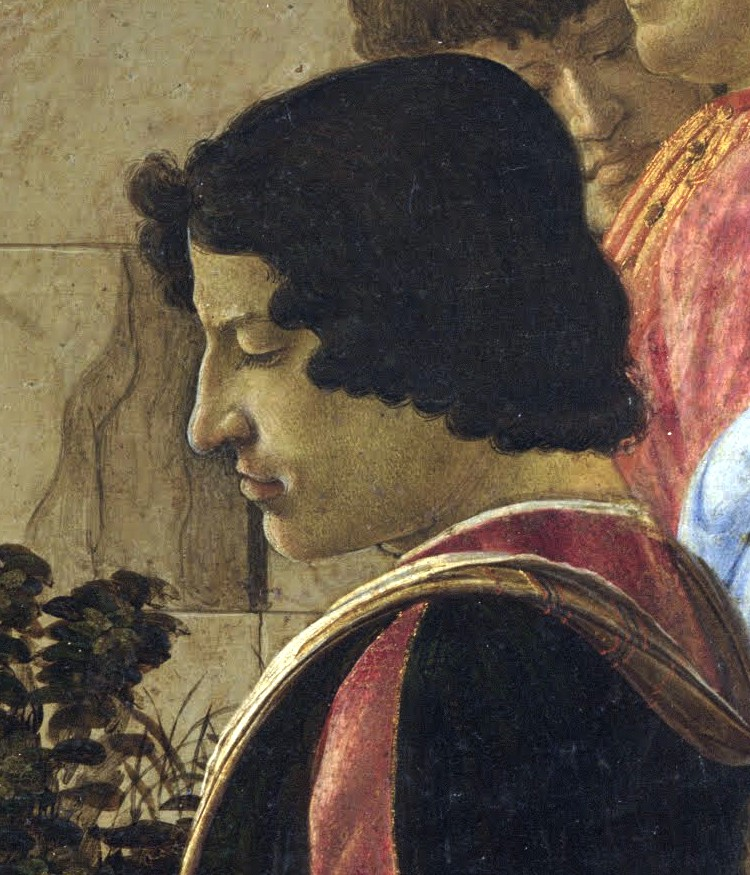
Джулиано Медичи (младший внук)
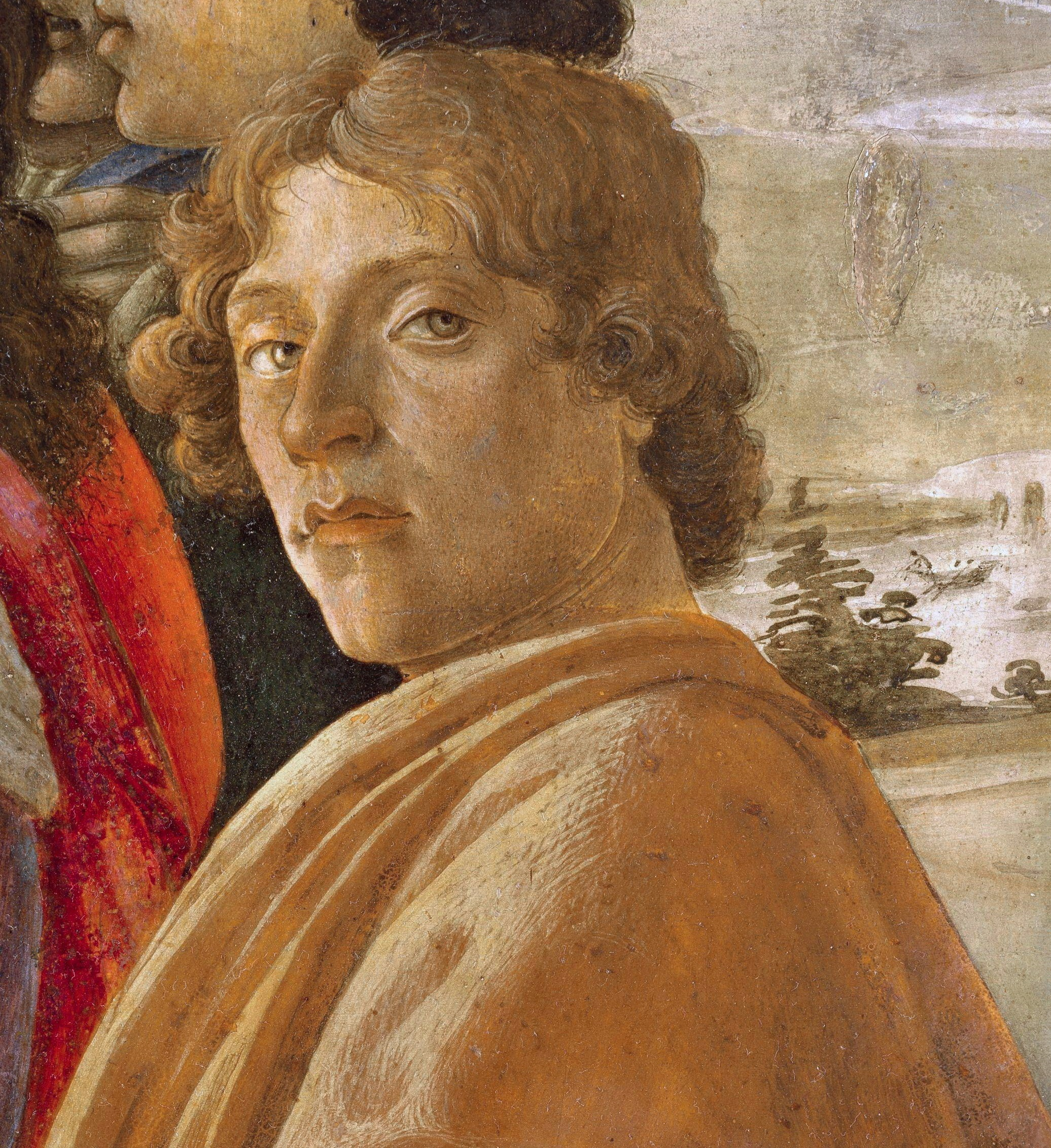
Автопортрет Боттичелли

## Характеристика
Тщательное внимание к деталям, таким как элементы одежды, указывает на сильное влияние фламандской школы в ранний период творчества художника.